# 布律纳大道

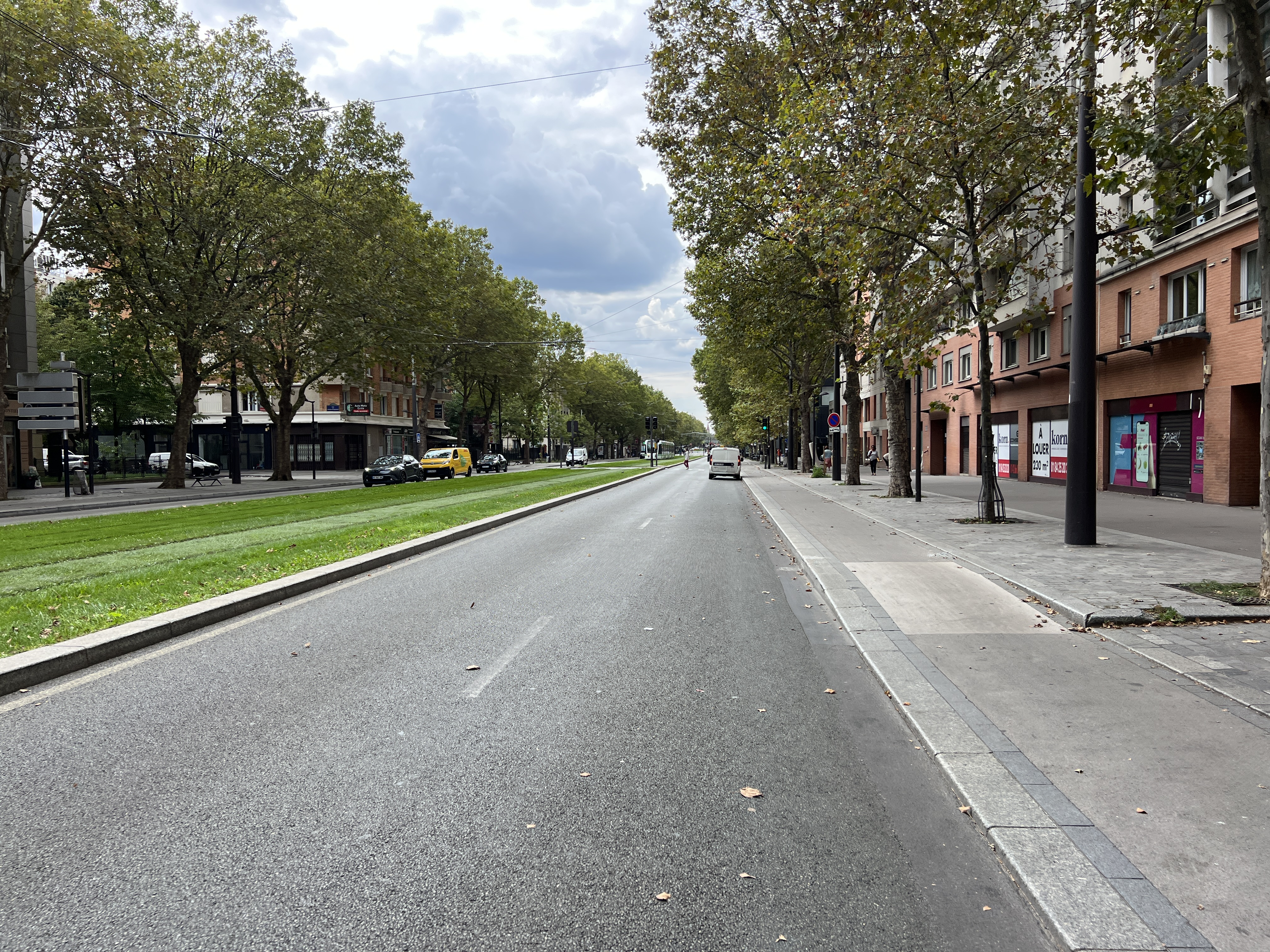
布律納大道（2023年8月）

布律纳大道（Boulevard Brune）是巴黎十四区的一条街道，是环绕巴黎的元帅大道的一部分。布律纳大道呈西北/东南走向，长1600米，宽40米。它西接勒费弗尔大道，从旺夫門（Porte de Vanves）巴黎－布雷斯特铁路的铁路桥，经过迪多门（Porte Didot）、沙蒂永门（Porte de Châtillon）、蒙鲁日门（Porte de Montrouge），东端到奥尔良门，即勒克莱尔将军大街的终点，接儒尔当大道。

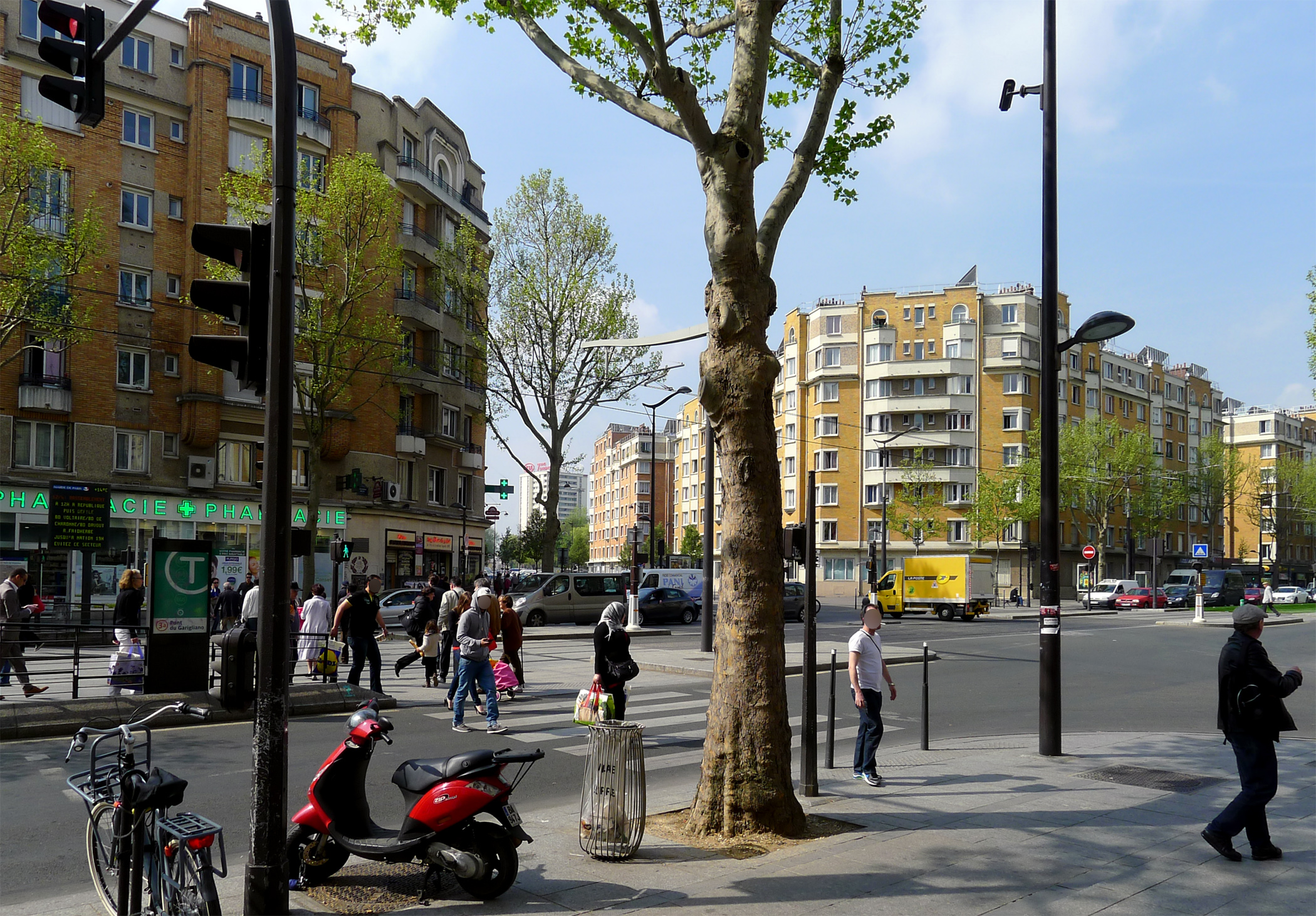
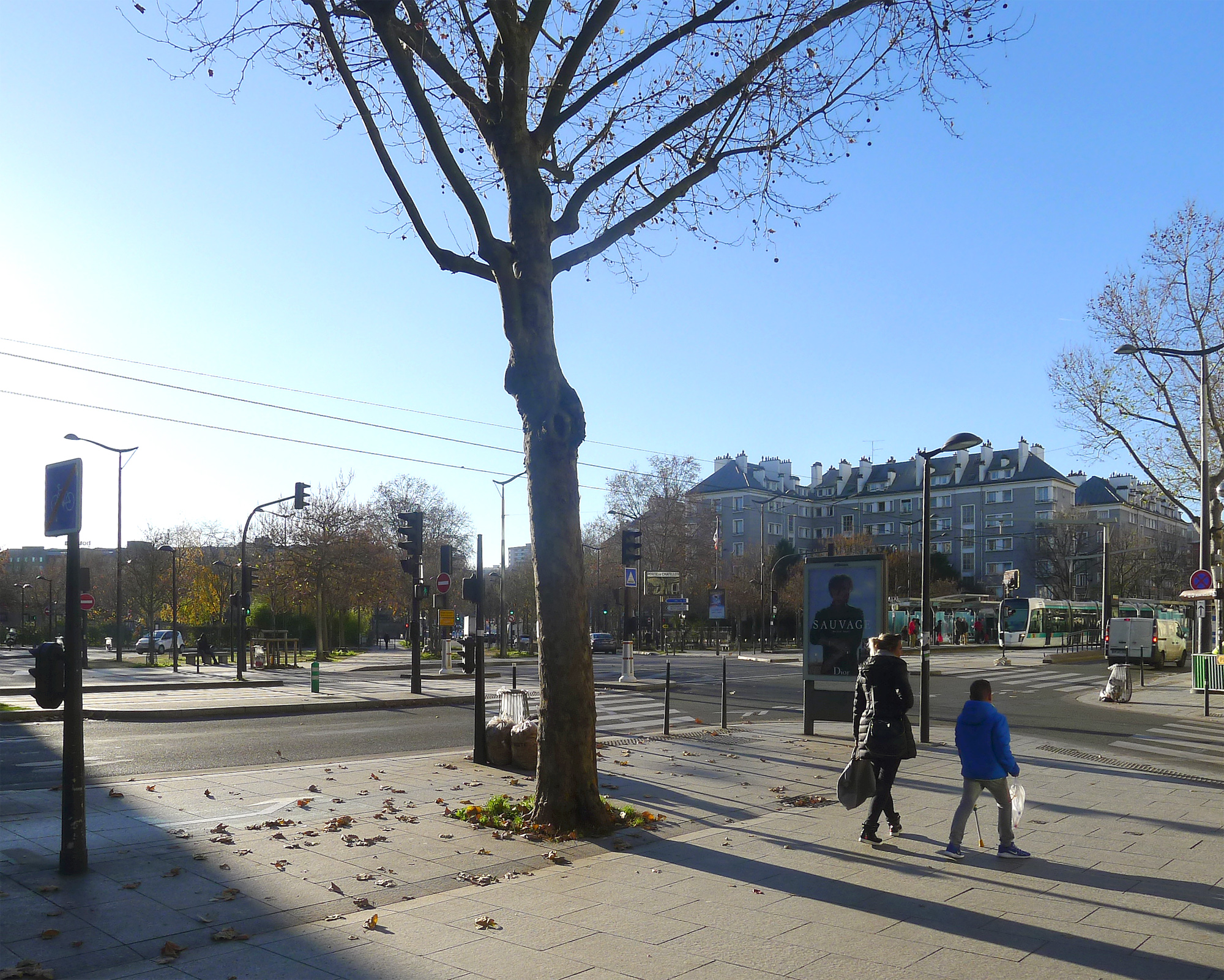

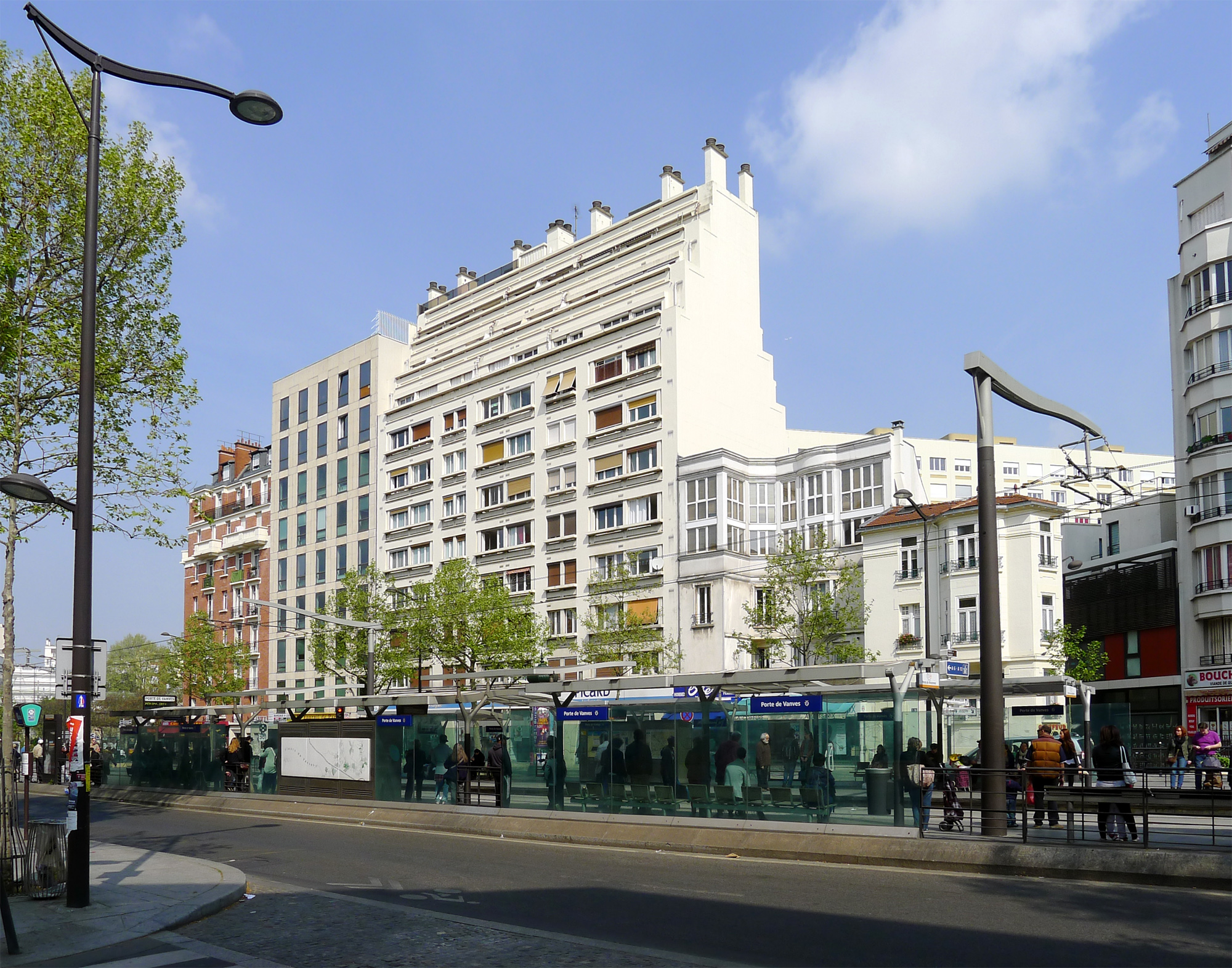
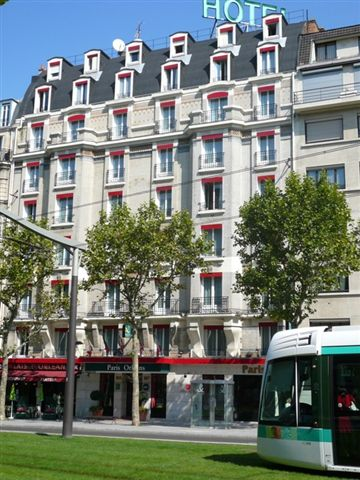
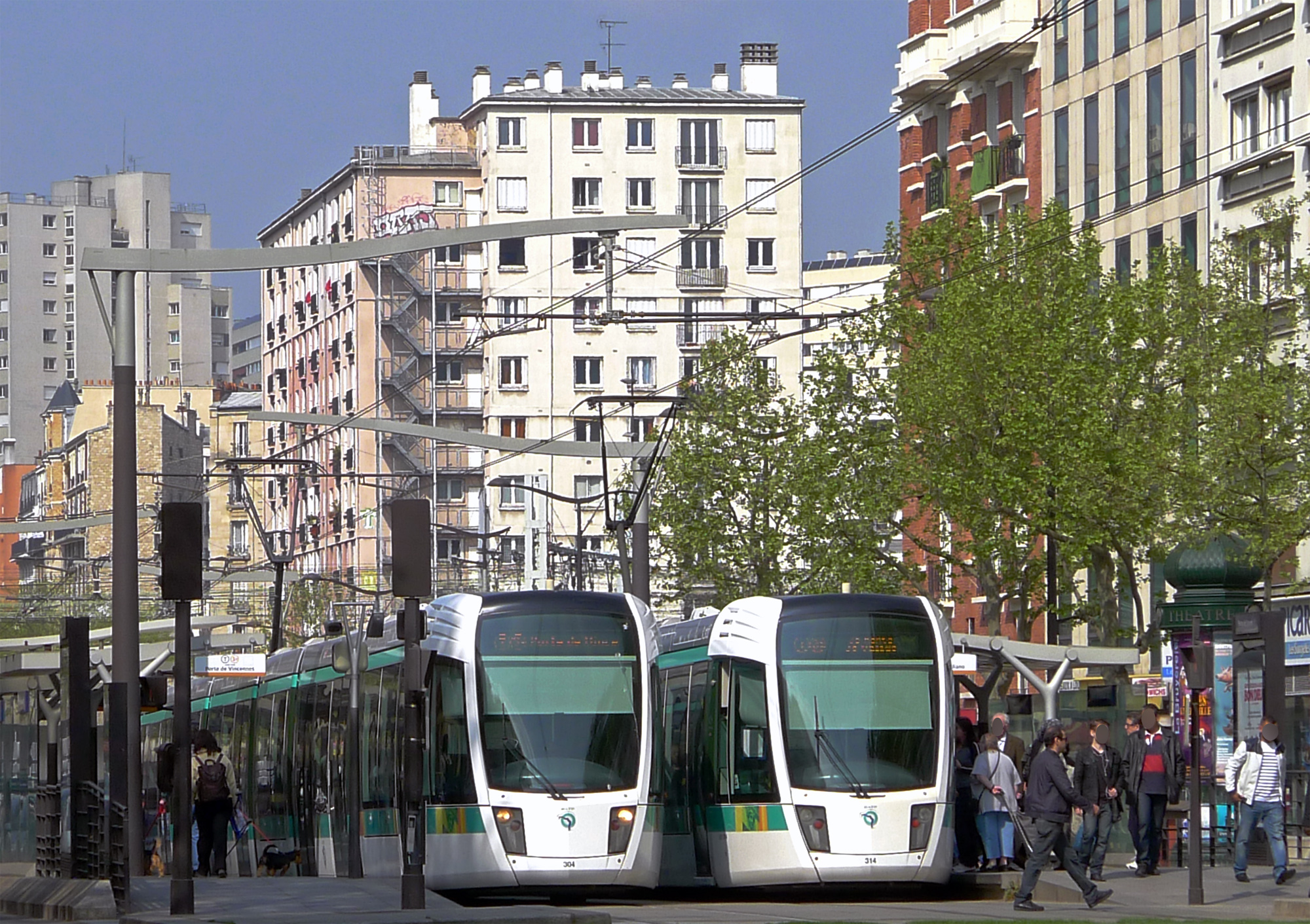

布律纳大道现在有法兰西岛有轨电车3号线a线经过，设有旺夫門（Porte de Vanves）和迪多（Didot）两站。巴黎地铁13号线也在此设有旺夫門站（Porte de Vanves）。

## 名称
该路以纪尧姆·布律纳 (Guillaume Brune，1763-1815年)元帅命名。

## 建筑
- 51号
- 89号
  - 03号
  - 105号
  - 111号
- 159-163号[2] [3].

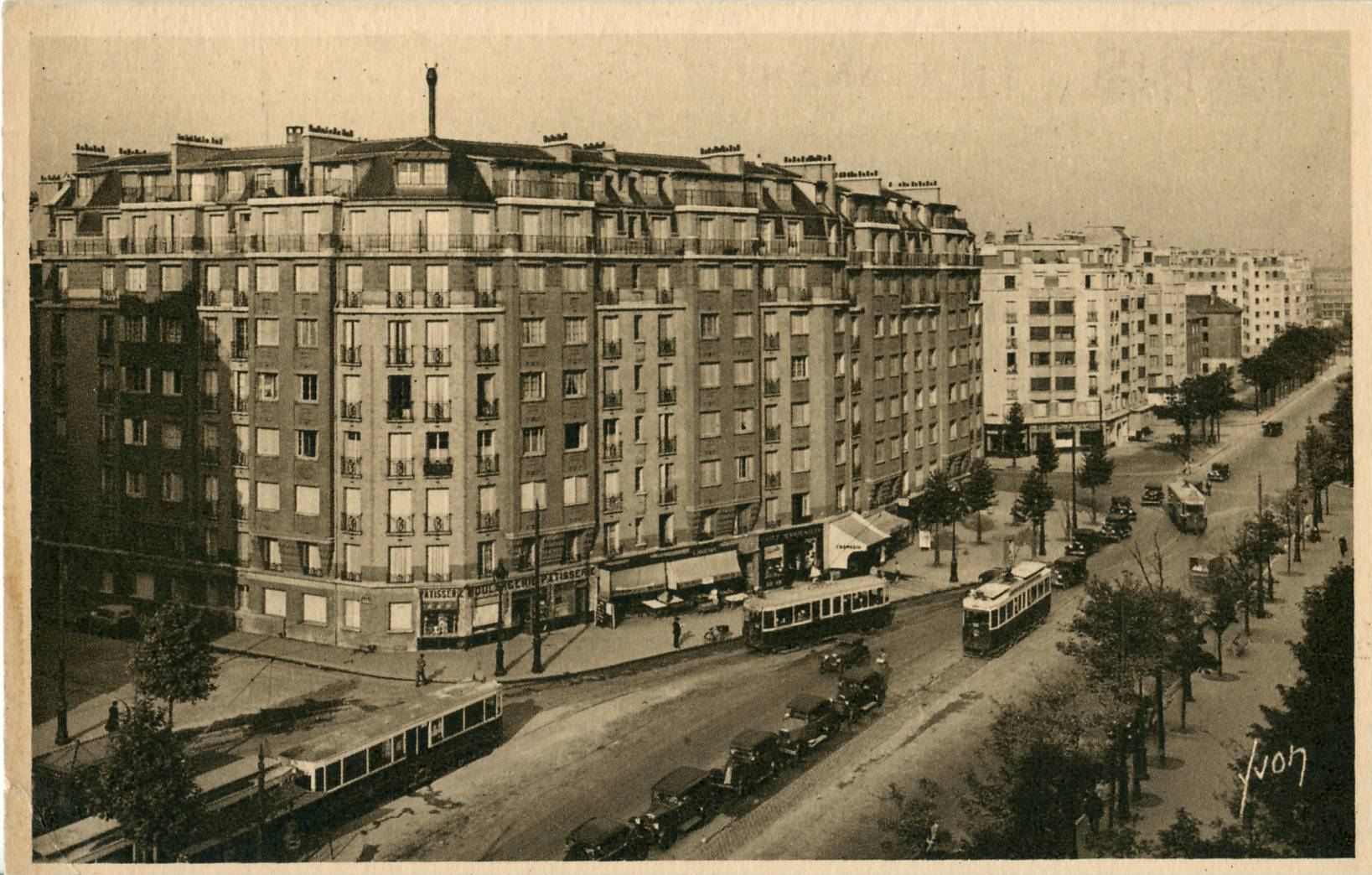
1920年
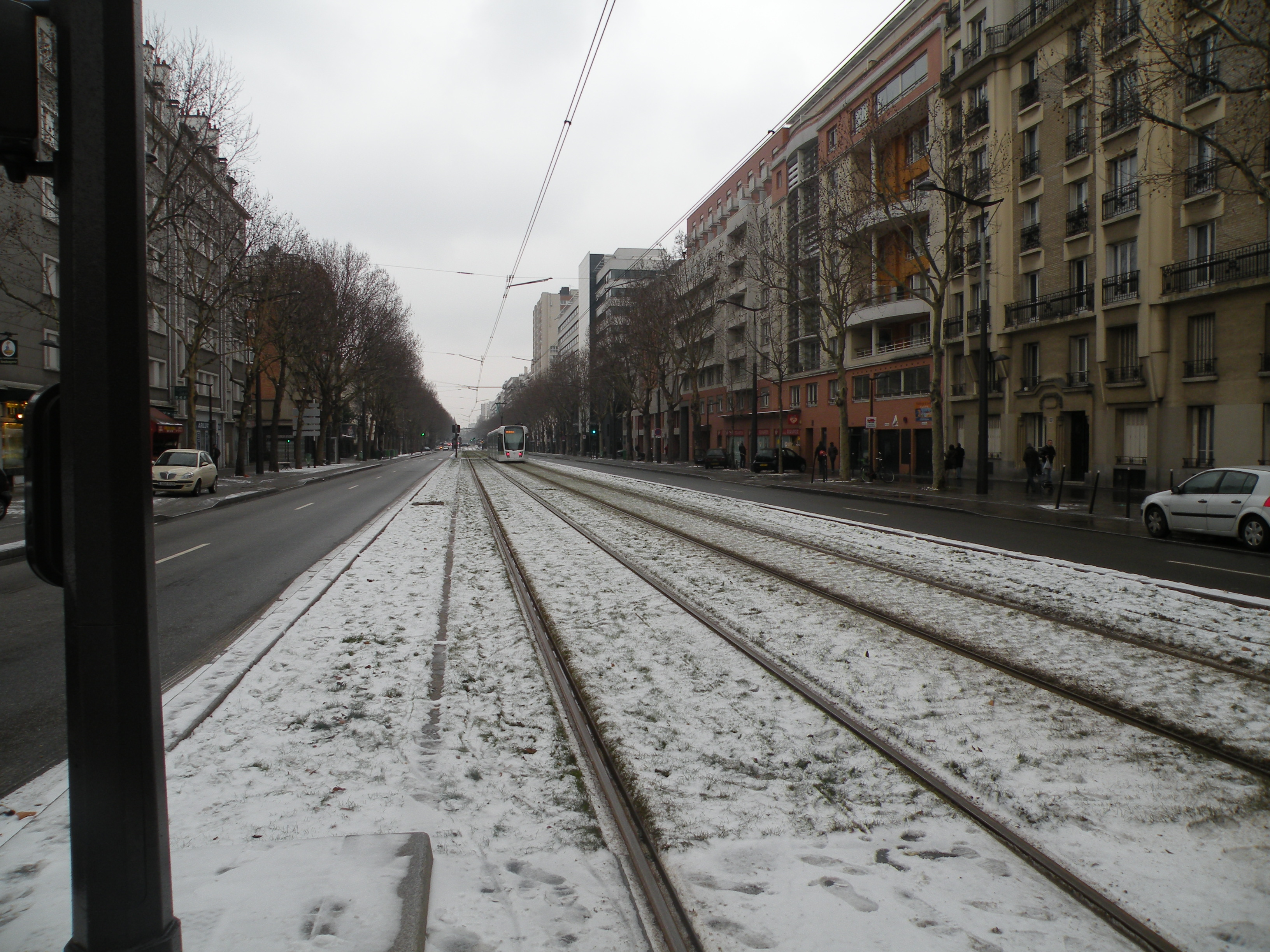
2010年
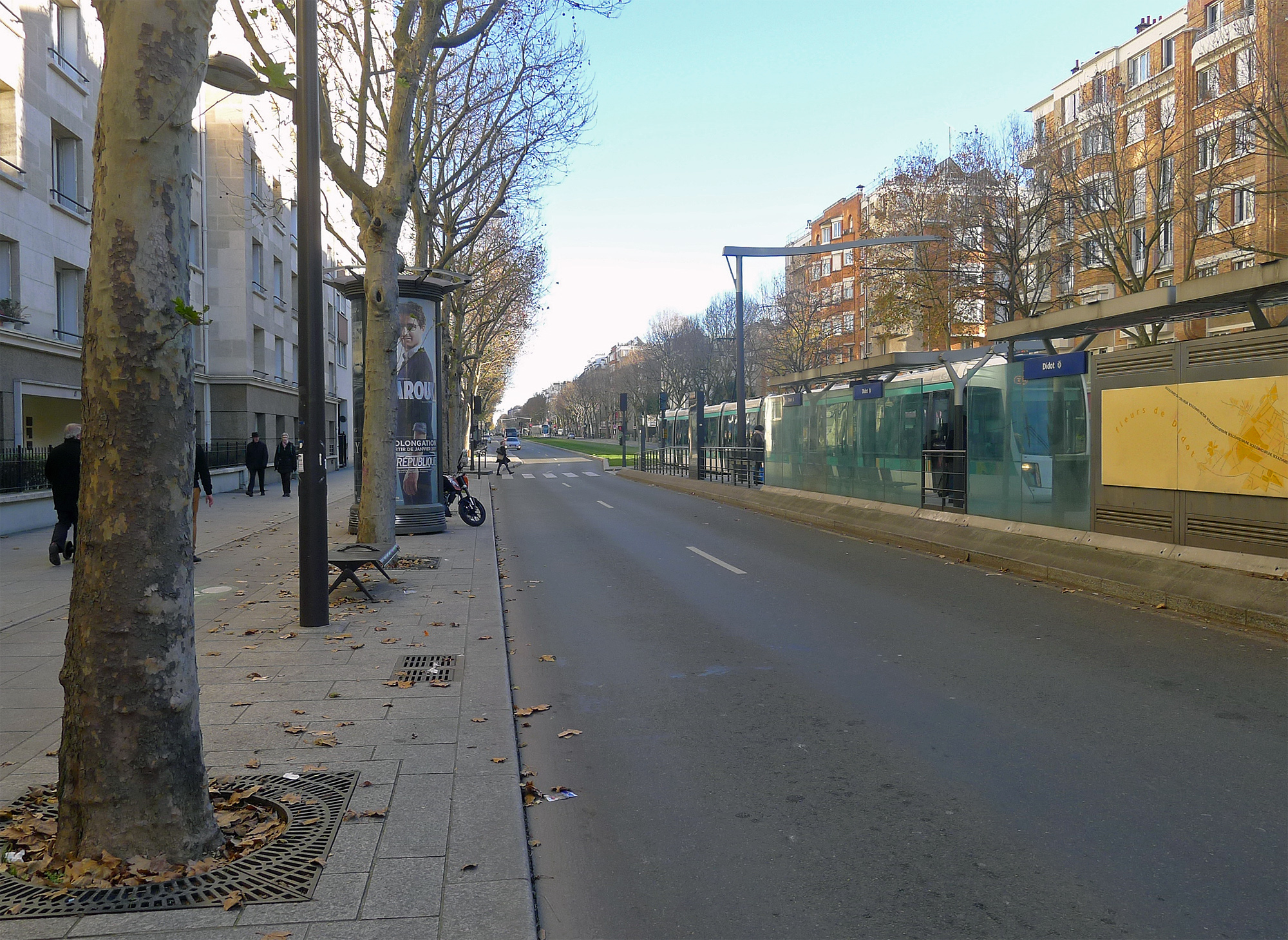